# National Basketball League 2003-2004
La National League Basketball 2003-2004 è stata la 26ª edizione della National Basketball League, la massima lega di basket australiana.

## Squadre partecipanti
- Adelaide 36ers
- Brisbane Bullets
- Cairns Taipans
- Hunter Pirates
- Illawarra Hawks
- Melbourne United
- N.Z. Breakers
- Perth Wildcats
- Sydney Kings
- Townsv. Crocodiles
- Victoria Giants
- Sydney Spirit

## Regular Season

### Classifica
|     | Squadra            | G  | V  | P  | PF    | PS    |
| --- | ------------------ | -- | -- | -- | ----- | ----- |
| 1.  | Sydney Kings       | 33 | 26 | 7  | 3.425 | 3.029 |
| 2.  | Illawarra Hawks    | 33 | 25 | 8  | 3.391 | 3.045 |
| 3.  | Sydney Spirit      | 33 | 22 | 11 | 3.330 | 3.172 |
| 4.  | Brisbane Bullets   | 33 | 22 | 11 | 3.463 | 3.222 |
| 5.  | Melbourne United   | 33 | 20 | 13 | 3.296 | 3.239 |
| 6.  | Cairns Taipans     | 33 | 16 | 17 | 3.090 | 3.025 |
| 7.  | Perth Wildcats     | 33 | 15 | 18 | 3.296 | 3.342 |
| 8.  | Adelaide 36ers     | 33 | 14 | 19 | 3.359 | 3.450 |
| 9.  | Townsv. Crocodiles | 33 | 13 | 20 | 3.365 | 3.455 |
| 10. | N.Z. Breakers      | 33 | 12 | 21 | 3.016 | 3.198 |
| 11. | Victoria Giants    | 33 | 11 | 22 | 3.113 | 3.388 |
| 12. | Hunter Pirates     | 33 | 2  | 31 | 3.065 | 3.644 |

## Playoffs

### Cairns - Perth
| Cairns 3 marzo 2004 | Cairns Taipans | 103 – 96 | Perth Wildcats | Cairns Convention Centre (5.500 spett.) |

### Melbourne - Adelaide
| Melbourne 5 marzo 2004 | Melbourne United | 111 – 107 | Adelaide 36ers | State Netball and Hockey Centre (2.459 spett.) |

### West Sydney - Cairns
| Sydney 6 marzo 2004 | Sydney Spirit | 110 – 88 | Cairns Taipans | State Sports Centre (1.572 spett.) |

### Brisbane - Melbourne
| Brisbane 7 marzo 2004 | Brisbane Bullets | 112 – 101 | Melbourne United | Brisbane Entertainment Centre (3.424 spett.) |

### Wollongong - West Sydney

#### Gara 1
| Wollongong 12 marzo 2004 | Illawarra Hawks | 91 – 107 | Sydney Spirit | WIN Entertainment Centre (5.127 spett.) |

#### Gara 2
| Sydney 15 marzo 2004 | Sydney Spirit | 110 – 95 | Illawarra Hawks | State Sports Centre (2.755 spett.) |

### Sydney - Brisbane

#### Gara 1
| Sydney 13 marzo 2004 | Sydney Kings | 104 – 100 | Brisbane Bullets | Sydney Entertainment Centre (6.005 spett.) |

#### Gara 2
| Brisbane 14 marzo 2004 | Brisbane Bullets | 96 – 101 | Sydney Kings | Brisbane Entertainment Centre (4.213 spett.) |

### Finale

#### Gara 1
| Sydney 24 marzo 2004 | Sydney Kings | 96 – 76 | Sydney Spirit | Sydney Entertainment Centre (7.126 spett.) |

#### Gara 2
| Sydney 26 marzo 2004 | Sydney Spirit | 87 – 72 | Sydney Kings | State Sports Centre (4.038 spett.) |

#### Gara 3
| Sydney 31 marzo 2004 | Sydney Kings | 80 – 82 | Sydney Spirit | Sydney Entertainment Centre (8.073 spett.) |

#### Gara 4
| Sydney 4 aprile 2004 | Sydney Spirit | 77 – 82 | Sydney Kings | State Sports Centre (4.053 spett.) |

#### Gara 5
| Sydney 6 aprile 2004 | Sydney Kings | 90 – 79 | Sydney Spirit | Sydney Entertainment Centre (9.609 spett.) |

## Vincitore
| Campioni NBL 2003-2004   |
| ------------------------ |
| Sydney Kings (2º titolo) |

## Statistiche
| Categoria               | Giocatore       | Squadra                | Stat  |
| ----------------------- | --------------- | ---------------------- | ----- |
| Punti per gara          | Matthew Nielsen | Sydney Kings           | 23,5  |
| Rimbalzi per gara       | Mark Bradtke    | Melbourne Tigers       | 11,0  |
| Assist per gara         | Ricky Grace     | Perth Wildcats         | 7,4   |
| Palle rubate per gara   | Darnell Mee     | Wollongong Hawks       | 2,1   |
| Stoppate per gara       | Simon Dwight    | West Sydney Razorbacks | 4,0   |
| Percentuale dal campo   | Casey Frank     | New Zealand Breakers   | 56,8% |
| Percentuale da 3        | Stephen Black   | Brisbane Bullets       | 49,7% |
| Percentuale tiri liberi | John Rillie     | West Sydney Razorbacks | 90,3% |

## Premi
- NBL Most Valuable Player: Matthew Nielsen, Sydney Kings
- NBL Defensive Player of the Year: Ben Castle, Brisbane Bullets
- NBL Most Improved Player of the Year: Geordie Cullen, Hunter Pirates
- NBL 6th Man of the Year: Darryl McDonald, Melbourne Tigers
- NBL Rookie of the Year: Steven Markovic, West Sydney Razorbacks
- NBL Finals MVP: Matthew Nielsen, Sydney Kings
- NBL Coach of the Year: Joey Wright, Brisbane Bullets

- All-NBL Team
  - Stephen Black, Brisbane Bullets
  - John Rillie, West Sydney Razorbacks
  - Sam Mackinnon, West Sydney Razorbacks
  - Matthew Nielsen, Sydney Kings
  - Mark Bradtke, Melbourne Tigers